# Библия Гутенберга
Библия Гутенберга (также 42-строчная Библия; B42) — издание Вульгаты, выпущенное Иоганном Гутенбергом в первой половине 1450-х годов. Традиционно считается точкой отсчёта истории книгопечатания в Европе. Хотя это не первая инкунабула, среди других первопечатных изданий её выделяет исключительное качество оформления.

## История создания
В 1448 году Иоганн Гутенберг взял в долг 150 гульденов, видимо, для основания книгопечатни. В 1450 году ему понадобилось ещё 800 гульденов, за которыми он обратился к богатому купцу Иоганну Фусту. К 1455 году долг Гутенберга составлял уже более 2000 гульденов, которые он вернуть не смог. В результате, типография и книги достались Фусту и бывшему ученику Гутенберга Петеру Шефферу. Библия Гутенберга появилась не позднее 1455 года, когда книгу упомянул в своей переписке кардинал Пикколомини:
Всё, что мне писали об этом удивительном человеке, которого я увидел во Франкфурте [sic] — правда. Я не видел готовых Библий, только несколько тетрадей из разных частей Библии. Почерк — очень аккуратный и разборчивый, ничуть не сложный для чтения, Ваша Светлость прочтёт его без труда и, действительно, без очков.— Кардинал Пикколомини в письме к кардиналу Карвахалу. Март 1455
Перед тем, как приступить к изданию Библии, Гутенберг печатал небольшие издания: календари, учебники латинской грамматики, индульгенции. Можно сказать, что это была подготовительная работа, тогда как 42-строчная Библия стала главным трудом Гутенберга.

## Характеристика

### Влияние рукописной традиции
В середине XV века в моду снова вошли рукописные Библии большого формата, предназначенные для чтения с кафедры или церковного аналоя. Считается, что одна из этих книг, так называемая Большая Майнцская Библия, изготовленная в 1452—1453 годах, послужила прототипом для Библии Гутенберга.
Гутенберг стремился создать наиболее точную копию рукописной книги того времени. Инициалы и рубрикация вписывались от руки. Отдельные экземпляры иллюминировались. Рисунок одних и тех же знаков в шрифте варьируется, чтобы создать более живое впечатление.
Подобная имитация является характерным признаком первопечатных книг, изданных до 1500-х годов. Таким образом, облик Гутенберговой Библии и других инкунабул имеет переходный характер: от рукописи к печатной книге.

### Формат и пропорции

Пропорции наборной полосы в Библии Гутенберга

Формат книги — in folio. На одном листе этого формата поместилось четыре страницы. Пять листов, как правило, составляли тетрадь по 20 страниц. Впрочем, размеры тетрадей варьируются.
Обрезной формат — 307×445 мм. Отношение сторон (1:1,44) приближается к типичному средневековому формату 2:3 (1:1,5). Поле набора имеет те же пропорции, состоит из двух колонок. Верхнее поле в два раза меньше нижнего, внутреннее — в два раза меньше внешнего.
Нумерация отсутствует. Библия содержит 1272 страницы. Как правило, она переплеталась в два тома. Более толстые экземпляры, отпечатанные на пергаменте, иногда переплетались в три (или четыре) тома.

### Шрифт
Библия набрана текстурой, разновидностью готического письма. Для Библии Гутенберг изготовил новый, улучшенный шрифт. Стараясь приблизиться к рукописной практике, он варьировал рисунок одной и той же буквы. Таким образом, шрифт Гутенберга состоял из 150—300 различных знаков вместо 60—70 минимальных. В нём было множество лигатур и сокращений, которые часто использовали тогдашние писцы. Благодаря этим сокращениям, а также убирая или добавляя пробелы до или после знаков препинания, Гутенберг добился идеально ровного набора. Свою роль сыграла, конечно, и краткость латыни, в которой слова, в среднем, короче, чем в русском или немецком языках.

### Печать
Е. Л. Немировский писал:
Издания Иоганна Гутенберга, и прежде всего 42-строчная Библия, поражают нас иссиня-чёрными, немного поблёскивающими текстовыми полосами, которые кажутся отпечатанными лишь вчера.

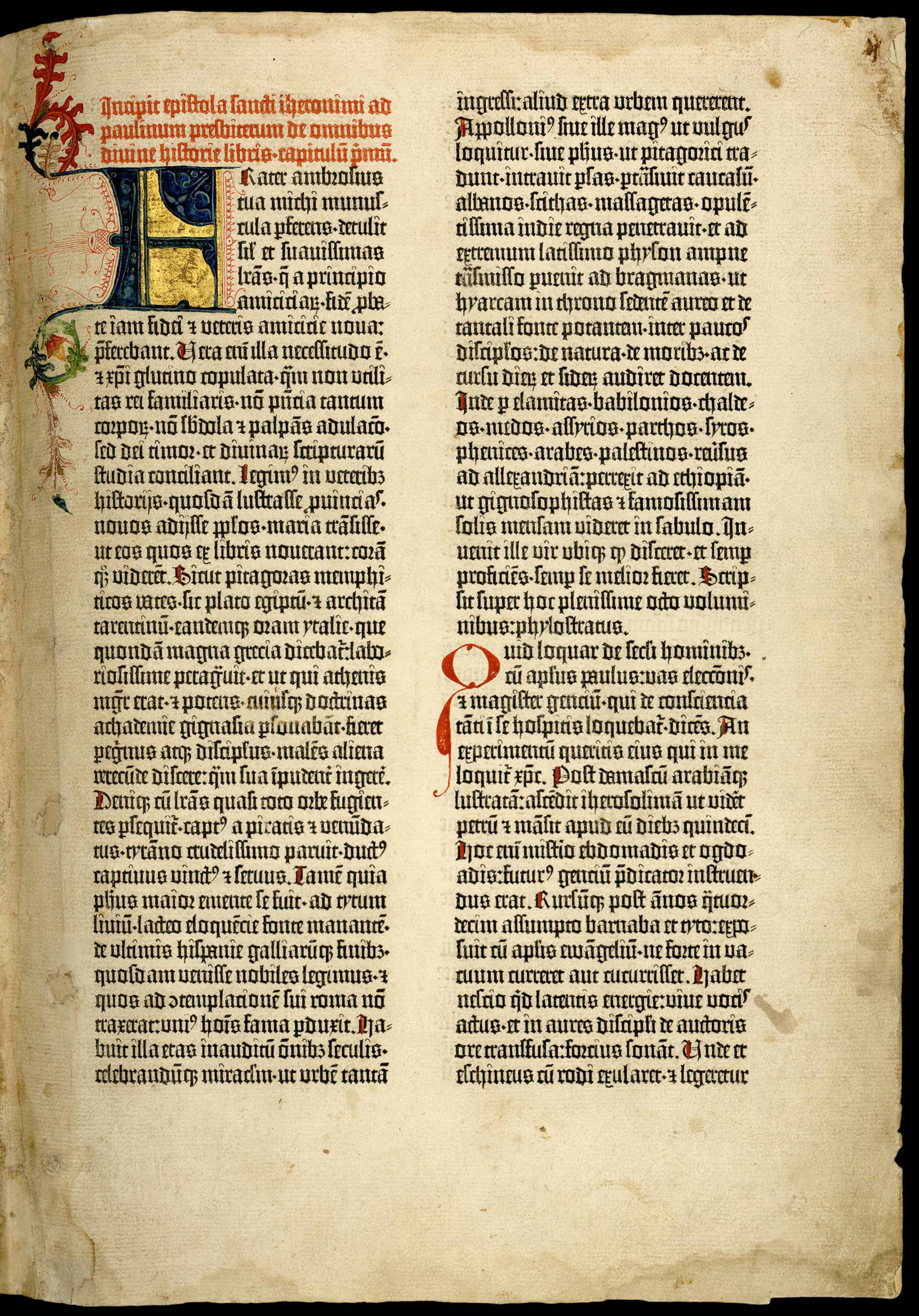
Страница Гутенберговой Библии, иллюминированная вручную

Прежняя типографская краска использовалась для ксилографии, и для печати металлическими литерами не подходила. Гутенберг изменил состав краски, добавив в него медь, серу, свинец. Последний, видимо, и стал причиной необычного блеска.

### Изменения
Печатая книгу, Гутенберг внёс в её облик существенные изменения. Сначала он печатал не только основной текст, но и рубрикацию. Каждый лист проходил через станок дважды — сперва чёрной краской печатался текст, а потом красной — рубрикация. Вскоре Гутенберг отказался от этой идеи, оставив пустые места для инициалов, заголовков и колонтитулов, которые заполнялись потом вручную.
В науке Библия Гутенберга получила название 42-строчной Библии по числу строк на полосе. Однако, сперва их было 40. Потом, видимо, в целях экономии, Гутенберг увеличил число строк до сорока двух. Чтобы не заходить за поля при добавлении новых строк, Гутенберг уменьшил междустрочный интервал.
Долгое время считалось, что так называемая Бамбергская, или 36-строчная, Библия была выпущена раньше 42-строчной, однако позднее было доказано, что типограф, печатавший B36, имел перед собой текст B42.

## Дальнейшая история
По современным подсчётам общий тираж Библии составил около 180 экземпляров. Большая часть книг была напечатана на первосортной итальянской бумаге. Около 45 экземпляров было издано на велене (высококачественной коже). Эти экземпляры стоили дороже.
По-видимому, Библии были распроданы сразу же. Среди первых владельцев были жители Англии, а, возможно, и Швеции и Венгрии. Известно, что некоторые экземпляры продавались по цене в 30 флоринов. Хотя, они и стоили значительно дешевле, чем рукописная Библия, всё же большинство студентов, священников и других людей с обычным доходом были не в состоянии их приобрести. Предполагается, что большинство книг приобрели монастыри, университеты и особенно богатые люди. В настоящее время известен только один экземпляр, который в XV веке принадлежал частному лицу.
Парижский экземпляр, открытый в 1763 году в бумагах кардинала Мазарини, получил такую известность, что все экземпляры 42-строчной Библии долгое время именовались «Библиями Мазарини».
По состоянию на 2009 год в различных собраниях мира хранилось 47 первопечатных Библий, из которых только 21 — полные. Наибольшее число Библий находится в Германии (12), США (11), Великобритании (8) и Франции (4). Издания, хранящиеся в Трире и Индиане, вероятно, являются фрагментами одного экземпляра. В Российской империи имелся только один экземпляр Библии Гутенберга (2 тома без 1 листа), но в 1931 году он был продан советским правительством лондонским аукционистам, а позднее поступил в Бодмеровскую библиотеку (Колоньи, Швейцария).
В 1945 году трофейные бригады при активном участии М. И. Рудомино вывезли из Лейпцига в СССР две Библии. Официально их местопребывание было обнародовано только в 1993 году. Комплектная (двухтомная) бумажная Библия из библиотеки Лейпцигского университета состоит на хранении в Научной библиотеке МГУ, а пергаментная иллюминированная из Немецкого музея книги и шрифта — в Российской государственной библиотеке (Библия Гутенберга (РГБ)).
Экземпляр библиотеки МГУ был похищен в 2009 году, однако о краже было объявлено только в 2014 году, когда книга была найдена, а трое похитителей (бывшие сотрудники ФСБ) арестованы и осуждены.
Это далеко не самая редкая инкунабула, но одна из самых ценных. Стоимость одного листа Майнцской печатной библии на аукционах доходит до 80 тыс. долларов. В 1987 году на аукционе «Кристис» неполный первый том бумажной Библии (324 листа) был продан за 4,9 млн долларов. Ныне он находится в собрании токийского университета Кэйо. Как и ряд других экземпляров, эта копия оцифрована и выложена для всеобщего ознакомления в Интернете.